# Горна Белица
Вижте пояснителната страница за други значения на Белица.
Горна Белица (изписване до 1945 година: Горна Бѣлица; на македонска литературна норма: Горна Белица; на арумънски: Beala di Supra; на албански: Belica e Epërme; на гръцки: Άνω Μπεάλα, Ано Беала) е село в Северна Македония, в община Струга.

## География
Селото е разположено високо в източните склонове на планината Ябланица.

## История
В Горна Белица е открит римски некропол, обявен за паметник на културата.
В XIX век Горна Белица е предимно влашко село в Стружка нахия на Охридска каза на Османската империя. Власите в Горна Белица се заселват в селото в XVIII век предимно от околностите на разрушения Москополе. Една част от тях са преселници от Албания – фаршериоти.
В „Етнография на вилаетите Адрианопол, Монастир и Салоника“, издадена в Константинопол в 1878 година и отразяваща статистиката на населението от 1873 година, Горна Белица (Gorna Biélitza) е посочено като село със 132 домакинства, като жителите му са 45 българи и 305 власи.
Според Васил Кънчов в 90-те години на ХІХ век Горна Белица има 80 къщи власи патриаршисти. Според статистиката му („Македония. Етнография и статистика“) в 1900 година Горна Белица има 150 арнаути мохамедани и 850 власи.
На Етнографската карта на Битолския вилает на Картографския институт в София от 1901 година Горно Белица (Вишани) е чисто влашко село в Охридската каза на Битолския санджак със 70 къщи.
По данни на секретаря на Българската екзархия Димитър Мишев („La Macédoine et sa Population Chrétienne“) в 1905 година християнското население на Горно Белица се състои от 1200 власи и в селото функционира гръцко училище. Според статистиката на Цариградската патриаршия от 1906 година Горна и Долна Белица са села с 400 къщи.
В селото има и румънско училище, в което преподава Г. Тулиу Тачит.
При избухването на Балканската война трима души от Белица са доброволци в Македоно-одринското опълчение.
Според преброяването от 2002 година селото има 1 жител македонец.
В селото има църкви „Света Петка“ („Света Параскева“) от 1889 година и манастирската „Свети Климент Охридски“. Църквата „Света Троица“ в местността Парумба е осветена на 28 септември 1998 година от митрополит Тимотей Дебърско-Кичевски.

## Личности
Родени в Горна Белица
- Захария Пана (1921 – 2001), румънски поет, писател и публицист
- Никола Янкович, зограф от XIX век, роден в Горна или Долна Белица
- Стефан Михайляну (1859 – 1900), румънски публицист, убит от ВМОК и ВМОРО